# Małgorzata Głowacka-Grajper
Małgorzata Alicja Głowacka-Grajper – polska socjolog, doktor habilitowany nauk społecznych, adiunkt Instytutu Socjologii Wydziału Socjologii Uniwersytetu Warszawskiego.

## Życiorys
W 2000 ukończyła studia socjologiczne na Uniwersytecie Warszawskim, 23 listopada 2004 obroniła pracę doktorską Szkolnictwo mniejszościowe. Przekaz kulturowy a więź etniczna, 20 czerwca 2017 habilitowała się na podstawie pracy zatytułowanej Transmisja pamięci. Działacze "sfery pamięci" i przekaz o Kresach Wschodnich we współczesnej Polsce.
Awansowała na stanowisko adiunkta w Instytucie Socjologii na Wydziale Socjologii Uniwersytetu Warszawskiego, oraz była członkiem Rady Dyscypliny Naukowej – Nauk Socjologicznych Uniwersytetu Warszawskiego.